# Opius paraensis
Opius paraensis är en stekelart som beskrevs av Maximilian Spinola 1851. Opius paraensis ingår i släktet Opius och familjen bracksteklar. Inga underarter finns listade i Catalogue of Life.